# Динамо (клуб по хоккею с мячом, Ульяновск)
«Дина́мо» — команда по хоккею с мячом из Ульяновска. Основана в 1934 году. Командные цвета: бело-голубые. Наивысшие достижения за всю историю команды — 8 место в чемпионате СССР.

## История
Команда была создана в 1934 году при горсовете «Динамо». В довоенные годы выступала в городских соревнованиях. Во всероссийских соревнованиях дебютировала в 1951 году в Кубке РСФСР. В 1952—1955 годах выступала в финальных турнирах чемпионата РСФСР (1954 — 2 место). В классе «Б» чемпионата СССР играла в 1955 и заняла 6 место (4 победы, 1 ничья. 5 поражений, мячи 7-16). В классе А чемпионата СССР выступала в 1957—1959 (56 матчей: 16 побед, 10 ничьих, 30 поражений, мячи 123—191). В финальной стадии Кубка РСФСР участвовала в 1951—1955 (1954 — полуфинал).
По результатам чемпионата СССР 1959 покинула группу сильнейших, но, поскольку, Ульяновску было сохранено место в чемпионате СССР, а руководством города было принято решение заявить для участия в чемпионате «Волгу», тринадцать игроков перешли в «Волгу». В 60-е играла в городских и областных соревнованиях, лишь в 1963 выступив в зональном турнире чемпионата РСФСР.
«ДИНАМО» (Ульяновск). Была создана в 1934 при горсовете «Динамо». В довоенные годы участвовала в город. соревнованиях. После образования в 1943 Ульяновской обл. получила возможность представлять ее на всес. и всерос. соревнованиях. Подъем русского хоккея в Ульяновске начался после приезда в город в 1950 Н. П. Старостина и ставшего игр. тренером к-ды В. Г. Курова. По его инициативе с Дальнего Востока приехали Н. Гунин и С. Эдукарьянц, к-рые впоследствии работали тренерами к-д мастеров, а также В. Лацейко, М. Медведев, Г. Меньшиков, В. Руденко, В. Саботницкий. С их помощью к-да стала одной из лучших в РСФСР. Во всерос. соревнованиях дебютировала в 1951 в Кубке РСФСР. В 1952 — 1955 выступала в финальных турнирах ч-та РСФСР. В 1956 практически все хоккеисты «Динамо» были переведены в к-ду «Торпедо», края представляла Ульяновск в ч-те РСФСР и ч-те СССР по классу «Б» (в обоих заняла второе место). Когда осенью 1956 к-ду Ульяновска включили в класс «А», выступать в нем доверили «Динамо». По результатам ч-та 1959 к-да должна была покинуть группу сильнейших. После того как Ульяновску было сохранено место в ч-те СССР, спорт. руководители города решили вместо «Динамо» заявить «Волгу». В нее были переведены тринадцать хоккеистов «Динамо». В 60-е к-да играла в город. и областных соревнованиях, лишь в 1963 выступив в зональном турнире ч-та РСФСР. В высшем эшелоне ч-тов СССР выступала в 1957 — 1959 (56 матчей: 16 побед, 10 ничьих, 30 поражений; мячи 123-191). Лучший результат — 8-е место в 1958. В классе «Б» ч-та СССР играла в 1955 и заняла 6-е место (4 победы, 1 ничья, 5 поражений; мячи 7-16). Второй (1954) и третий (1955) призер ч-тов РСФСР. В финальной стадии Кубка РСФСР участвовала в 1951 — 1955. Полуфиналист Кубка 1954. Ведущими игроками в 50-х были: П. Булдаковский, Е. Герасимов, Н. Гунин, Г. Лосев, М. Медведев, А. Николаев, О. Плотников, Ю. Широков, С. Эдукарьянц. В юнош. к-дах клуба были подготовлены В. Монахов, Ю. Лизавин, B. Куров-младший. Гл. тренером был В. Г. Куров — 1951 — 1955 и 1956 — 1959 (играющий — 1951 — 1955). В 1957 тренером-консультантом являлся известный хоккеист московского «Динамо» Л. Н. Корчебоков. Лит-ра: О. М. Тишаков. «Волга» Ульяновск. 60 славных лет» (2007).

## Ведущие игроки
- П.Булдаковский
- Е.Герасимов
- Н.Гунин
- Г.Лосев
- М.Медведев
- А.Николаев
- О.Плотников
- Ю.Широков
- С.Эдукарьянц

## Главные тренеры
- 1951—1959 — В. Г. Куров (1951—1955 — играющий тренер)
- 1957 — Л. Н. Корчебоков (тренер-консультант)